# Canal de Kennedy

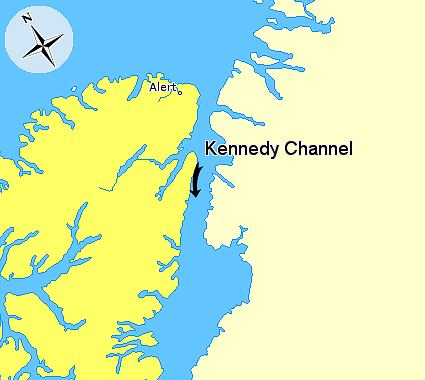
Canal Kennedy, entre Canadá e Gronelândia.
Ilha Ellesmere, Nunavut
Gronelândia

O Canal de Kennedy (em inglês:  Kennedy Channel, em dinamarquês:  Kennedykanalen) é um estreito entre a Gronelândia e a ilha mais setentrional do Canadá, a ilha Ellesmere.
Recebeu o nome dado por Elisha Kane cerca de 1854 durante a sua segunda viagem ao Ártico em busca da expedição perdida de John Franklin. Não se sabe, porém, por que motivo tem o nome, mas Kane poderá ter-se lembrado de William Kennedy, embora a teoria mais aceite é a de que a homenagem foi feita a John Pendleton Kennedy, que foi Secretário da Marinha dos Estados Unidos em 1852 e 1853.

## Geografia
Faz parte do estreito de Nares, ligando a bacia Kane à bacia Hall. A sul está limitado pelo cabo Lawrence e cabo Jackson; a junção com a bacia Hall é marcada pelos cabos Baird e Morton. Tem cerca de 130 km de comprimento, e entre 24 e 32 km de largura, com profundidades entre 180 e 340 metros.
Contém a ilha Hans, que contém a única fronteira terrestre entre Canadá e Dinamarca, e as ilhas ilha Franklin e Crozier.